# Шуберт Гамбетта
Шуберт Гамбетта (ісп. Schubert Gambetta, 14 квітня 1920, Монтевідео — 9 серпня 1991, Монтевідео) — уругвайський футболіст, що грав на позиції захисника, зокрема, за «Насьйональ», а також національну збірну Уругваю, у складі якої — чемпіон Південної Америки 1942 року і чемпіон світу 1950 року.

## Клубна кар'єра
Народився 14 квітня 1920 року в місті Монтевідео. Вихованець футбольної школи клубу «Насьйональ». Дорослу футбольну кар'єру розпочав 1940 року в основній команді того ж клубу, кольори якого захищав до 1956 року з невилокою перервою у 1951 році, коли грав у Колумбії за «Кукута Депортіво». За роки виступів у «Насьйоналі» десять разів виборював титул чемпіона Уругваю.
Завершував ігрову кар'єру у третьоліговому клубі «Мар де Фондо», за команду якого грав протягом 1958–1960 років.
Помер 9 серпня 1991 року на 72-му році життя у місті Монтевідео.

## Виступи за збірну
1941 року дебютував в офіційних матчах у складі національної збірної Уругваю. Того ж року поїхав зі збірною на свій перший великий турнір — чемпіонат Південної Америки в Чилі, де уругвайці здобули «срібло».
Згодом був учасником ще трьох континентальних першостей — 1942 року в Уругваї, 1945 року в Чилі та 1947 року в Еквадорі. На домашньому турнірі, що проходив 1942 року, виборов у складі національної команди титул чемпіона Південної Америки.
Вінцем кар'єри Гамбетти у збірній став чемпіонат світу 1950 року, що проходив у Бразилії. На мундіалі досвідчений захисник уперше вийшов на поле у другій грі фінального турніру проти збірної Швеції, перемога в якій залишила уругвайців у боротьбі за чемпіонський титул. Згодом повністю відіграв вирішальну гру проти команди-господарів, в якій уругвайці, не в останню чергу завдяки впевненій грі в обороні, здобули сенсаційну перемогу з рахунком 2:1, ставши чемпіонами світу 1950 року. 
Після тріумфального мундіалю Гамбетта провів лише одну гру за збірну у 1952 році і завершив кар'єру у ній, провівши протягом дванадцяти років 36 матчів і забивши 3 голи.

## Титули і досягнення
- Чемпіон Уругваю (10):

«Насьйональ»: 1940, 1941, 1942, 1943, 1946, 1947, 1950, 1952, 1955, 1956
- Переможець чемпіонату Південної Америки: 1942
- Срібний призер Чемпіонату Південної Америки: 1941
- Бронзовий призер Чемпіонату Південної Америки: 1947
- Чемпіон світу: 1950